# 양들의 침묵 (영화)
《양들의 침묵》(영어: The Silence of the Lambs)은 범죄, 공포 장르의 요소를 복합한 1991년 미국의 스릴러 영화이다. 세계적으로 큰 히트를 기록하였으며 1991년 베를린국제영화제에서 은곰상 : 감독상, 1992년 아카데미 시상식에서 감독상, 각색상, 작품상, 남우주연상, 여우주연상을 수상하였다.

## 줄거리
FBI 수습요원 클래리스 M. 스털링은 자신의 상사 잭 크로퍼드에게 부탁받아 강력한 정신을 가진 살인마 한니발 레크터를 인터뷰하라는 임무를 받는다. 레크터는 과거 의료 전문가였지만, 악명 높은 연쇄살인범이자 끔찍한 식습관을 가지고 있다는 소문이 돌고 있다. 크로퍼드는 '버팔로 빌' 이라는 별명의 새 살인범을 찾기 위해 레크터에게 도움을 청하고 있다.
클래리스는 발티모어 정신병원에 있는 레크터를 만나게 되는데, 레크터는 처음에는 그녀를 무시하지만, 클래리스가 사실상 빌의 동료인 '버팔로 빌'을 찾기 위해 레크터를 이용하고 있다는 것을 알아차린다. 클래리스는 레크터에게 정보를 제공하기 위한 거짓 약속을 하는데, 이에 레크터는 그녀와 교환 조건으로 개인적인 이야기를 나누게 된다. 그 과정에서 클래리스는 어린 시절의 트라우마에 대해 말하며, 레크터는 그녀의 내면 세계를 파악하기 시작한다.
'버팔로 빌'은 살인을 통해 여성들의 피부를 얻어 일종의 의상을 만들고 있다는 것이 드러나기 시작하고 클래리스는 이 정보를 바탕으로 '버팔로 빌'의 정체를 추적하게 된다. 레크터는 그녀에게 계속 도움을 제공하지만, 자신의 목표를 달성하기 위해 조심스럽게 계획을 세우고 있다.
결국 클래리스와 레크터는 복잡한 관계 속에서 '버팔로 빌'을 찾기 위한 치열한 추적 활동을 하게 되며, 그들의 행동은 진실과 악의 사이를 오가며 끝나지 않는다.

## 출연
- 조디 포스터 - 클라리스 스탈링 역
- 앤서니 홉킨스 - 한니발 렉터 역
- 스콧 글렌 - 잭 크로퍼드 역
- 앤서니 힐드 - 프레더릭 칠턴 역
- 테드 레빈 - 버팔로 빌 역
- 프랭키 페이슨 - 바니 역
- 카시 레먼스 - 아델리아 역
- 브룩 스미스 - 캐서린 마틴 역
- 폴 라자 - 필처 역
- 댄 버틀러 - 로든 역

## 한국판 성우진(KBS) (1997년 3월 29일)
- 송도영 - 클라리스 스탈링(조디 포스터)
- 이완호 - 한니발 렉터 박사(앤서니 홉킨스)
- 송두석 - 잭 크로포드(스콧 글렌)
- 문관일 - 제이미 빌 검브(테드 레빈) / 폴(론 보우터) / 요원(로렌스 T. 우렌츠) / 부검의(척 아버)
- 김혜미 - 캐더린 마틴(브룩 스미스)
- 김계원 - 노인(레이브 렌스키)
- 이선영 - 마틴 의원(다이안 베커)
- 김환진 - 칠튼(안소니 힐드)
- 이윤선 - 크로포드의 상관(로저 코먼) / 마을 주민(해리 노더프) / 부검의(트레이시 월터) / 경찰(대니 다스트) / 죄수(스튜어트 루딘)
- 장승길 - 바니(프랭키 페이슨) / 보안관(팻 맥나마라) / 방송 앵커(오바 바바툰) / 경찰(찰스 네이피어)
- 성완경 - 스탈링의 아버지(제프리 레인) / 필처(폴 라자) / 경찰(알렉스 콜먼)
- 오인성 - 로렌(댄 버틀러) / 경찰(브렌트 힝클리) / 교관(빌 밀러)
- 오수경 - 아델리아(캐시 레몬스) / 마을 주민(로렌 로셀리) / 경찰(신시아 에팅거)

## 수상
제 64회 아카데미 시상식
- 작품상
- 여우주연상 - 조디 포스터
- 남우주연상 - 앤서니 홉킨스
- 각본상
- 감독상 - 조너선 드미

제41회 베를린국제영화제
- 은곰상 : 감독상 - 조너선 드미

## 기타
1991년 조너선 드미 감독의 주도로 양들의 침묵이 영화로 만들어질 당시 한니발 렉터역의 앤서니 홉킨스와 클라리스 스탈링역의 조디 포스터 사이의 에피소드는 너무나도 유명하다.
:조디 포스터는 짧은 순간 자기 귀를 의심했다. 지금 앤서니 홉킨스라는 이름의 저 영국 배우가 빈정거리는 모양새란 대본에 없는 내용일뿐더러 리허설 때도 하지 않았던 대사다. 그들은 볼티모어 주립 정신이상자 수용병원에서 클라리스 스탈링과 한니발 렉터가 처음으로 만나는 <양들의 침묵>의 도입부를 촬영 중이었다. “값비싼 가방에 싸구려 구두라, 때 빼고 광냈지만 품위가 없군. 영양 상태는 좋아 보이지만 저소득층 백인 쓰레기 집안의 자식일 테고, 웨스트버지니아 억양이 자기도 모르게 묻어나고 있어.” 여기가 문제다. 웨스트버지니아 운운하며 조디 포스터의 남부식 억양을 따라해 조롱하는 행동 따윈 전혀 미리 논의되거나 합의된 적이 없었던 것이다. 이는 흡사 연기의 일부가 아니라, 포스터를 향한 개인적 공격처럼 느껴졌다. 당황을 넘어 이젠 화가 치밀어 오른다.
탁 후지모토는 두 사람을 번갈아 찍는 대신 두 대의 카메라를 한꺼번에 작동시켜 배우들의 대화를 실시간으로 촬영하고 있었다. 기대했던 드미의 컷 소리가 들려오지 않자, 조디 포스터는 자신이 빨리 다음 대사를 해야 한다는 사실을 깨달았다. 절망적이다. ‘문제는 저 망할 치가 내 억양을 따라하며 조소를 날렸을 때 머릿속이 이미 하얘져 버렸다는 거지.’ 침이 꼴깍 넘어가고 눈자위 밑으로 미세한 경련이 두어 차례 지나갔다. 앤서니 홉킨스의 치켜 뜬 두 눈이 그제야 시야에 온전히 들어왔다. 깊이를 가늠할 수 없는, 붉게 충혈된 잔인한 눈이다. 입가에 흩어진 미소가 그의 눈동자와 강렬하게 대비됐다. 그 안에 반사된 자신의 표정을 발견했을 때, 더 이상 그녀는 화를 내거나 당황하고 있지 않았다. 두려움에 질려 있었을 뿐이다. 홉킨스의 예기치 못한 즉흥 연기는 다음 컷에서도 계속됐다. 그가 빠른 속도로 공기를 들이마시며 기괴한 소리를 냈을 즈음 포스터는 공포에 눌려 숨조차 쉬지 못할 지경에 이르렀다.
악몽같이 길고 긴 촬영을 모두 마치자마자 조디 포스터는 상기된 표정으로 앤서니 홉킨스와 조너선 드미에게 삼자대면을 요청하고 나섰다. “어쨌든 이런 식으론 연기를 제대로 할 수 없어요, 제가 무슨 말하는 건지 두 분 모두 아실 거예요.” 그녀는 조너선 드미가 애초 클라리스 스탈링 역으로 원했던 배우가 자신이 아니었음을 잘 알고 있었다. ‘내가 미셸 파이퍼나 엠마 톰슨이 아니라 정말 미안하군.’ 차마 입 밖으로 꺼낼 수 없는 말들을 속으로 삭히며 조디 포스터는 이를 꽉 깨물었다. 앤서니 홉킨스에 대해 그녀가 아는 거라곤 영국의 연극무대를 주로 전전하며 훌륭한 커리어를 쌓았지만 미국에서의 스크린 나들이는 그리 주목할 만한 결과를 낳지 못했다는 사실 정도였다. <피고인>으로 이미 오스카 여우주연상을 받은 바 있는 그녀는 자신보다 곱절이나 나이가 많은 이 영국 배우에게 좀 더 격에 맞는 대우를 요구할 자격이 있다고 생각했다.
앤서니 홉킨스는 예의 그 사려 깊은 표정으로 정중히 사과했고 상황은 그렇게 일단락된 듯했다. 그녀가 모니터로 촬영 분량을 확인하기 전까지 말이다. 포스터는 오늘 자신의 연기가 다른 때와 사뭇 다르다는 걸 깨달았다. 거기에 클라리스 스탈링을 연기하는 조디 포스터의 모습은 찾아볼 수 없었다. 오직 겁에 질려 간신히 말을 내뱉는 남부 출신의 FBI 연수생이 존재할 뿐이었다. 여태껏 자신이 연기해본 그 어떤 역할보다도 클라리스 스탈링이라는 인물이 잘 이해되기 시작했다. 혹시 앤서니 홉킨스는 이걸 모두 계산하고 있었던 걸까.
고개를 돌려 그의 표정을 살폈다. 조디 포스터와 앤서니 홉킨스의 눈이 마주쳤다. 한니발 렉터가 찡긋, 윙크를 날렸다.

에피소드의 내용대로, 포스터는 홉킨스의 광기어린 연기에 겁먹은 적이 한두 번이 아니었다고 회고하였다.

## 같이 보기
- 아카데미상 최고 기록 목록